# Labrisomus conditus
Labrisomus conditus is een straalvinnige vissensoort uit de familie van de slijmvissen (Labrisomidae). De wetenschappelijke naam van de soort is voor het eerst geldig gepubliceerd in 2009 door Sazima, Carvalho-Filho, Gasparini & Sazima.